# Melicope burmahia
Melicope burmahia là một loài thực vật có hoa trong họ Cửu lý hương. Loài này được (Raizada & K. Narayanaswami) T.G. Hartley mô tả khoa học đầu tiên năm 2001.